# Crêt Luisard
Le crêt Luisard est un sommet de la chaîne de Belledonne culminant à 1 803 m d'altitude, sur le balcon ouest dominant le Grésivaudan, situé sur la commune de La Ferrière en Isère.

## Accès
L'accès en randonnée (3 heures) se fait directement par le col du Barioz (1 041 m) ou le foyer de ski de fond du Barioz (1 450 m) et la ligne de crête depuis le refuge du crêt du Poulet. Le chemin de crête se poursuit vers le sud en direction du Grand Rocher (1 925 m), à 30 minutes de marche.

## Zone naturelle protégée
Le crêt Luisard fait partie de la zone protégée des tourbières des Sept-Laux et du Crêt Luisard.

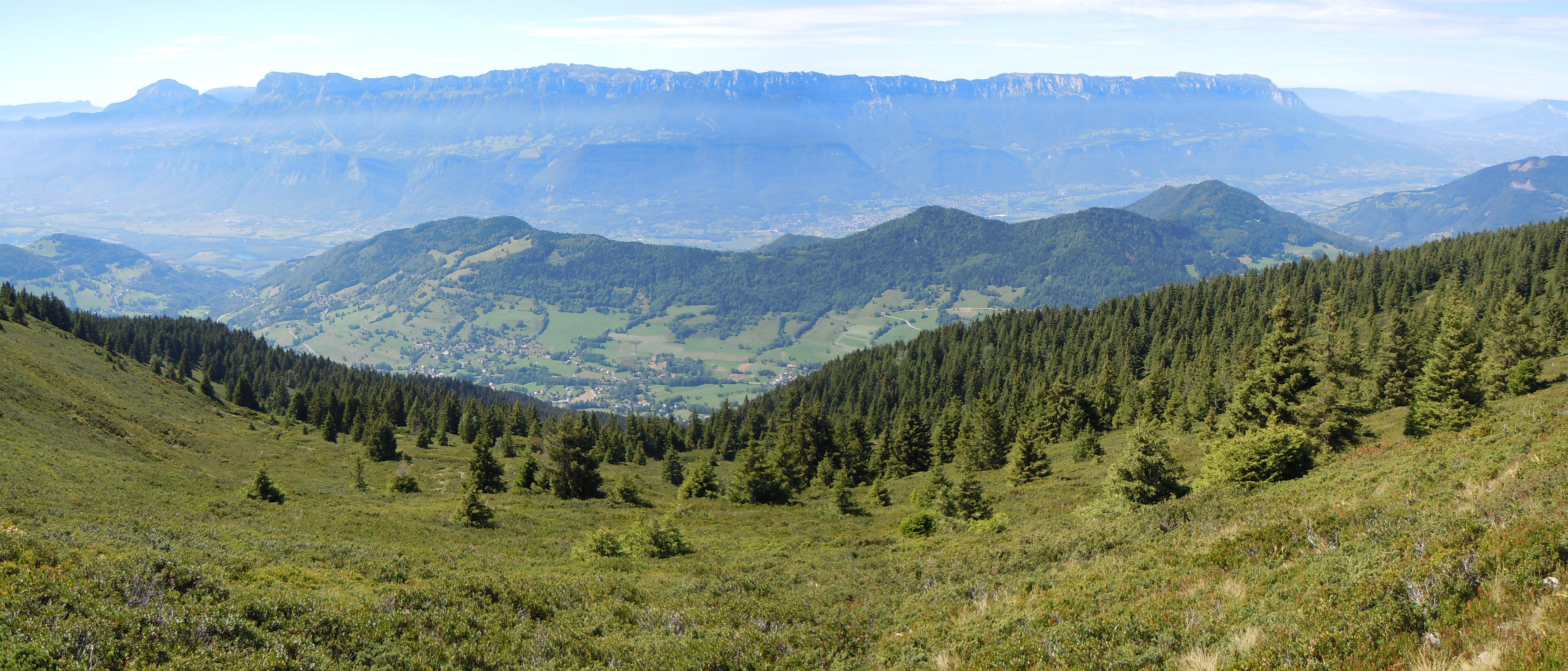
Vue du balcon de Belledonne, de Theys, du Coteau de l'Adret (Plan de la Malade) et du massif de la Chartreuse depuis le crêt Luisard.